# Anniviers
Anniviers es una comuna suiza del cantón del Valais, localizada en el distrito de Sierre. Limita al noroeste con la comuna de Chalais, al norte con Chippis, Sierre, Salgesch y Leuk, al este con Agarn y Oberems, al sureste con Randa y Täsch, al sur con Zermatt, al suroeste con Evolène, y al oeste con Saint-Martin, Mont-Noble y Grône.
El 26 de noviembre de 2006 fue aceptada la fusión de las comunas de Ayer, Chandolin, Grimentz, Saint-Jean, Saint-Luc y Vissoie. La nueva comuna lleva el nombre de Anniviers, nombre del valle en el que las seis antiguas comunas se encuentran. La fusión es efectiva desde el 1 de enero de 2009.

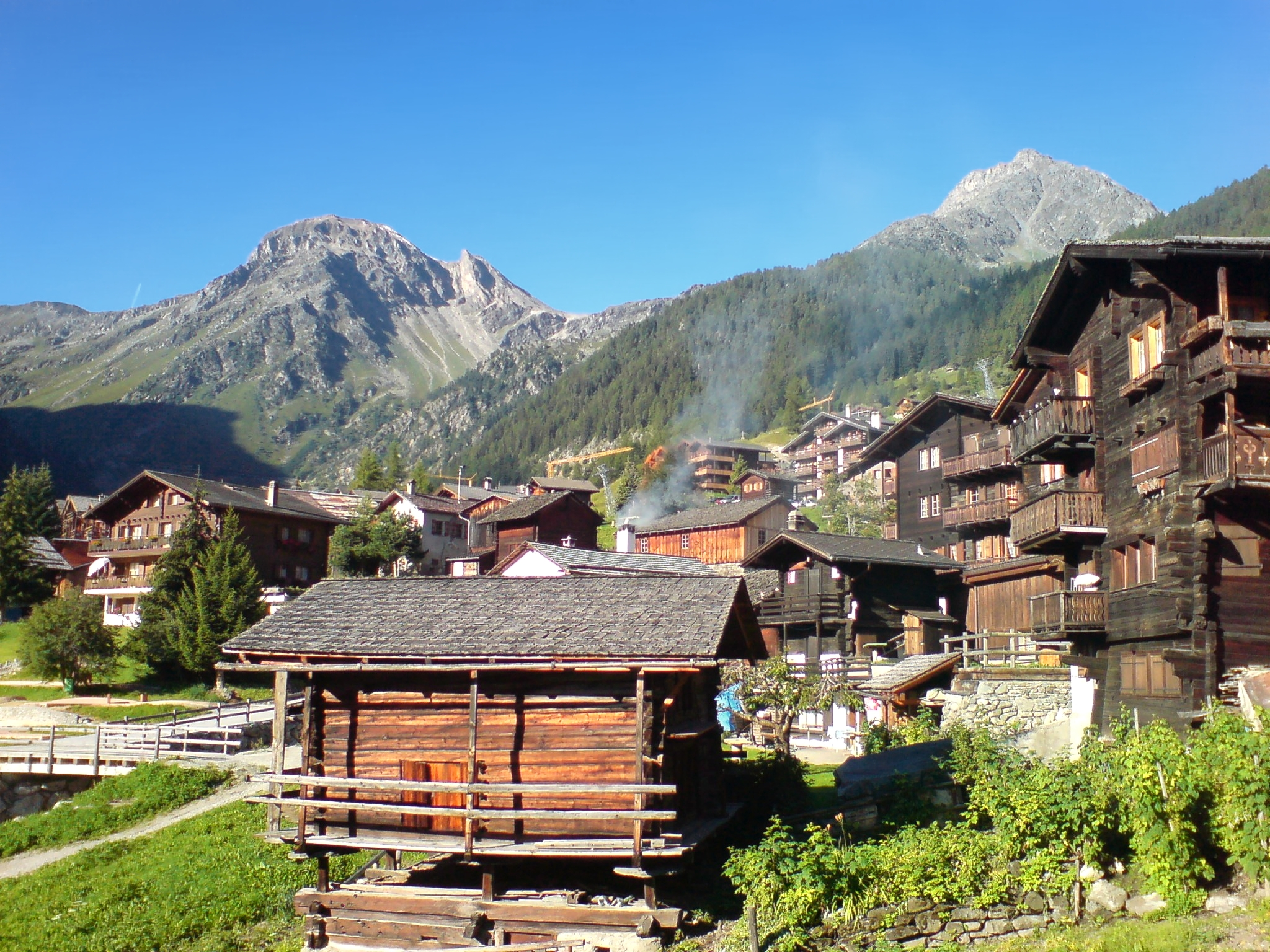
Vista de Grimentz, Anniviers.